# سیمینو بردو
سیمینو بردو (به صربی: Simino Brdo) یک منطقهٔ مسکونی در صربستان است که در لوزنیسا واقع شده‌است. سیمینو بردو ۲۴۴ نفر جمعیت دارد.